# Paris-Est-Marne et Bois
La Paris-Est-Marne et Bois és una de les divisions o Établissement public territorial de la Metròpoli del Gran París creada al 2016.
Està formada per 13 municipis que pertanyen al departament de la Vall del Marne.

## Municipis
1. Bry-sur-Marne
2. Champigny-sur-Marne
3. Charenton-le-Pont
4. Fontenay-sous-Bois
5. Joinville-le-Pont
6. Maisons-Alfort
7. Nogent-sur-Marne
8. Le Perreux-sur-Marne
9. Saint-Mandé
10. Saint-Maur-des-Fossés
11. Saint-Maurice
12. Villiers-sur-Marne
13. Vincennes